# Graham McTavish
Graham James McTavish (4 de janeiro de 1961) é um ator e dublador escocês de cinema e televisão. Teve participação nas séries "Lúcifer" e "Outlander". Atualmente está no elenco de "House Of Dragon".